# Ebro Foods
Ebro Foods, S.A. (anteriorment Ebro Puleva) és el grup més gran del sector de l'alimentació a Espanya per facturació. Els seus productes principals són: arròs, pasta i biotecnologia. Ebro Foods és el segon fabricant mundial de pasta, també el primer grup sucrer d'Espanya i la primera companyia en comercialització de productes lactis de valor afegit a Espanya. L'empresa Ebro Foods té la seu social a Madrid.